# Камза
Камза (алб. Kamza) је град у округу Тирана у средишту Албаније. Према попису из 2023. било је 61.739 становника.
Године 2019. био је номинован за зелену престоницу Европе, али је награду однело Осло.